# Hans Anger
Hans H. Anger (* 13. Juni 1920 in Essen; † 4. September 1998) war ein deutscher Mediziner, Psychologe und Hochschullehrer.

## Leben
Hans Horst Anger wurde als Sohn des Konzertpianisten Hans Anger und seiner Frau Martha, geb. Dehnhardt in Essen geboren. Er studierte zunächst Medizin an der Philipps-Universität Marburg und promovierte im Jahr 1944 mit einer Dissertation über die Lungenfunktion vor und nach subtotalen Thoraplastiken. Er begann anschließend ein Psychologiestudium in Marburg, wurde dort Assistent bei Heinrich Düker und arbeitete an medizinisch-psychologischen Fragestellungen. Im Jahr 1950 verfasste Anger eine Dissertation über die Wirkung von Keimdrüsenhormonen auf die intellektuelle Leistungsfähigkeit minderbegabter Kinder.
Anfang der 1950er Jahre führte er einen längeren Studienaufenthalt in den Vereinigten Staaten, wo er u. a. bei L. L. Thurstone eine umfassende Methodenausbildung in Testtheorie, Faktorenanalyse usw. erhielt. Am Deutschen Institut für Pädagogische Forschung entwickelte Anger anschließend gemeinsam mit Rolf Bargmann mehrere Tests, u. a. den Frankfurter Wortschatz-Test.

## Habilitationsschrift
Angers 675 Seiten umfassende Habilitationsschrift „Probleme der deutschen Universität“ (1960) gilt als sein Hauptwerk. 138 Professoren an den Universitäten Bonn, Frankfurt, Heidelberg und Kiel wurden befragt. Die Schrift bietet eine Innensicht der Nachkriegsuniversitäten mit einer Fülle von Originalzitaten. Sie wurde viele Jahre lang in hochschulpolitischen Diskussionen genutzt. Aus heutiger Sicht enthalten die Befragungsergebnisse ein großes Maß an Verdrängung und Stereotypisierung im Denken der damaligen Professoren. Zu den Themen der Schrift gehörte auch die Rolle der Frau in der Universität. Dieses Thema hat Anger auch in späteren Jahren beschäftigt.

## Das Kölner Institut
Anger erhielt einen Ruf an die Kölner Wirtschafts- und Sozialwissenschaftliche Fakultät. Dort baute er das erste Universitäts-Institut für Sozialpsychologie in Deutschland auf. Er lehrte dort ab 1962 bis zu seiner Emeritierung. Das Institut verfügte über eine gute personelle Ausstattung und die Möglichkeiten der experimentellen Forschung waren durch die vorhandenen Versuchsräume, Geräte, Bibliothek etc. für die Zeit außergewöhnlich gut.
Anger arbeitete über Kleingruppenforschung, Bezugsgruppen, die Geschichte der Sozialpsychologie und über Forschungsmethoden der Sozialpsychologie. Er war Gründungsmitglied der European Association of Experimental Social Psychology (heute: European Association of Social Psychology).

## Nachlass
Angers Nachlass befindet sich im Psychologiegeschichtlichen Forschungsarchiv (PGFA) der Fernuniversität in Hagen.

## Veröffentlichungen (Auswahl)
- Anger, Hans H. (1960). Probleme der deutschen Universität. Bericht über eine Erhebung unter Professoren und Dozenten. Tübingen: Verlag J. C. B. Mohr (Paul Siebeck).
- Anger, H. (1965). Sozialpsychologie. In: E. v. Beckerath u. a. (Hrsg.), Handwörterbuch der Sozialwissenschaften (S. 636–650). Stuttgart: Fischer.
- Anger, H. (1962). Theoriebildung und Modelldenken in der Kleingruppenforschung, in: Kölner Zeitschrift für Soziologie und Sozialpsychologie, 14, 4–18.

## Nachruf
- Lück, H. E. (1999). In memoriam Hans Anger. Kölner Zeitschrift für Soziologie und Sozialpsychologie. 51 (3). 193–195.